# Коњеврате
Коњеврате су насељено мјесто код Шибеника у Далмацији. Припадају граду Шибенику, у Шибенско-книнској жупанији, Република Хрватска.

## Географија
Налазе се 10 км сјевероисточно од Шибеника, на путу Шибеник — Дрниш.

## Култура
Коњеврате имају српску православну цркву Св. Димитрије из 1864. године. У селу се налази и римокатоличка црква Св. Иван.

## Становништво
Према попису из 1991. године, Коњеврате су имале 193 становника, 163 Хрвата, 13 Срба, 9 Југословена и 8 осталих. Према попису становништва из 2011. године, насеље Коњеврате је имало 173 становника.
| Демографија | Демографија | Демографија |
| Година      | Становника  | Становника  |
| ----------- | ----------- | ----------- |
| 1971.       | 258         |             |
| 1981.       | 237         |             |
| 1991.       | 193         |             |
| 2001.       | 182         |             |
| 2011.       |             | 173         |

### Презимена
- Бркић — Православци, славе Св. Николу
- Глигић — Православци, славе Св. Јована
- Јелић — Православци, славе Часне вериге Св. апостола Петра
- Кнежић — Православци, славе Св. Николу
- Скочић — Православци, славе Св. Николу